# Campionato mondiale femminile under 23 di pallavolo 2015
Il campionato mondiale femminile under 23 di pallavolo 2015 si è svolto dal 12 al 19 agosto 2015 ad Ankara, in Turchia: al torneo hanno partecipato dodici squadre nazionali under 23 e la vittoria finale è andata per la prima volta al Brasile.

## Impianti
|                                                                         |                                                                             |  |
|                                                                         |                                                                             |  |
| Ankara Spor Salonu Città: Ankara Capienza: 10 400 Anno d'apertura: 2010 | Başkent Voleybol Salonu Città: Ankara Capienza: 7 600 Anno d'apertura: 2010 |  |

## Regolamento

### Formula
Le squadre hanno disputato una prima fase a gironi con formula del girone all'italiana; al termine della prima fase:
- Le prime due classificate di ogni girone hanno acceduto alla fase finale per il primo posto strutturata in semifinali, finale per il terzo posto e finale.
- La seconda e la terza classificata di ogni girone hanno acceduto alla fase finale per il quinto posto strutturata in semifinali, finale per il settimo posto e finale per il quinto posto.

### Criteri di classifica
Se il risultato finale è stato di 3-0 o 3-1 sono stati assegnati 3 punti alla squadra vincente e 0 a quella sconfitta, se il risultato finale è stato di 3-2 sono stati assegnati 2 punti alla squadra vincente e 1 a quella sconfitta.
L'ordine del posizionamento in classifica è stato definito in base a:
- Numero di partite vinte;
- Punti;
- Ratio dei set vinti/persi;
- Ratio dei punti realizzati/subiti;
- Risultati degli scontri diretti.

## Squadre partecipanti
| Squadra         | Qualificazione                                      | Ultima partecipazione |
| --------------- | --------------------------------------------------- | --------------------- |
| Brasile         | 1ª al campionato sudamericano under 22 2014         | Messico 2013          |
| Bulgaria        | ? nel ranking CEV under 19                          | Debutto               |
| Cina            | 1ª al campionato asiatico e oceaniano under 23 2015 | Messico 2013          |
| Colombia        | 2ª al campionato sudamericano under 22 2014         | Debutto               |
| Cuba            | 3ª alla Coppa panamericana under 23 2014            | Messico 2013          |
| Egitto          | 1ª al campionato africano under 23 2014             | Debutto               |
| Giappone        | ? nel ranking FIVB under 20                         | Messico 2013          |
| Italia          | ? nel ranking CEV under 19                          | Messico 2013          |
| Perù            | ? nel ranking FIVB under 20                         | Debutto               |
| Rep. Dominicana | 1ª alla Coppa panamericana under 23 2014            | Messico 2013          |
| Thailandia      | 2ª al campionato asiatico e oceaniano under 23 2015 | Debutto               |
| Turchia         | Paese organizzatore                                 | Messico 2013          |

## Torneo

### Fase a gironi
| Girone A | Girone B        |
| -------- | --------------- |
| Brasile  | Cina            |
| Bulgaria | Cuba            |
| Colombia | Giappone        |
| Egitto   | Perù            |
| Italia   | Rep. Dominicana |
| Turchia  | Thailandia      |

#### Girone A

##### Risultati
| 12 agosto 2015 Ankara Spor Salonu, Ankara Durata: 1h:22 - Spettatori: 200        | Brasile  | 3 - 0 | Colombia | 25-15, 25-15, 25-18               |
| 12 agosto 2015 Ankara Spor Salonu, Ankara Durata: 1h:10 - Spettatori: 300        | Italia   | 3 - 0 | Bulgaria | 25-23, 25-20, 25-19               |
| 12 agosto 2015 Başkent Voleybol Salonu, Ankara Durata: 1h:00 - Spettatori: 400   | Turchia  | 3 - 0 | Egitto   | 25-10, 25-17, 25-13               |
| 13 agosto 2015 Ankara Spor Salonu, Ankara Durata: 1h:19 - Spettatori: 300        | Bulgaria | 3 - 0 | Colombia | 25-22, 25-17, 30-28               |
| 13 agosto 2015 Başkent Voleybol Salonu, Ankara Durata: 1h:04 - Spettatori: 250   | Brasile  | 3 - 0 | Egitto   | 25-6, 25-15, 25-11                |
| 13 agosto 2015 Başkent Voleybol Salonu, Ankara Durata: 1h:17 - Spettatori: 1 200 | Turchia  | 3 - 1 | Italia   | 25-15, 22-25, 25-18, 25-22        |
| 14 agosto 2015 Ankara Spor Salonu, Ankara Durata: 1h:19 - Spettatori: 100        | Italia   | 3 - 0 | Colombia | 25-19, 26-24, 25-21               |
| 14 agosto 2015 Ankara Spor Salonu, Ankara Durata: 1h:09 - Spettatori: 150        | Bulgaria | 3 - 0 | Egitto   | 25-16, 25-18, 25-15               |
| 14 agosto 2015 Başkent Voleybol Salonu, Ankara Durata: 1h:16 - Spettatori: 2 700 | Turchia  | 3 - 0 | Brasile  | 25-18, 25-15, 25-14               |
| 15 agosto 2015 Ankara Spor Salonu, Ankara Durata: 1h:15 - Spettatori: 100        | Colombia | 3 - 0 | Egitto   | 25-14, 25-19, 26-24               |
| 15 agosto 2015 Ankara Spor Salonu, Ankara Durata: 1h:47 - Spettatori: 150        | Brasile  | 3 - 1 | Italia   | 30-28, 16-25, 25-19, 25-20        |
| 15 agosto 2015 Başkent Voleybol Salonu, Ankara Durata: 1h:59 - Spettatori: 2 500 | Turchia  | 3 - 2 | Bulgaria | 25-20, 25-22, 23-25, 19-25, 15-8  |
| 17 agosto 2015 Ankara Spor Salonu, Ankara Durata: 1h:58 - Spettatori: 200        | Italia   | 3 - 2 | Egitto   | 22-25, 22-25, 25-21, 25-15, 15-12 |
| 17 agosto 2015 Ankara Spor Salonu, Ankara Durata: 1h:57 - Spettatori: 200        | Brasile  | 3 - 0 | Bulgaria | 25-17, 25-8, 30-28                |
| 17 agosto 2015 Başkent Voleybol Salonu, Ankara Durata: 1h:08 - Spettatori: 2 500 | Turchia  | 3 - 0 | Colombia | 25-21, 25-13, 25-17               |

##### Classifica
| Pos | Squadra  | Pt | G | V | P | SV | SP | Ratio | PF  | PS  | Ratio |
| --- | -------- | -- | - | - | - | -- | -- | ----- | --- | --- | ----- |
| 1   | Turchia  | 14 | 5 | 5 | 0 | 15 | 3  | 5.000 | 429 | 318 | 1.349 |
| 2   | Brasile  | 12 | 5 | 4 | 1 | 12 | 4  | 3.000 | 373 | 300 | 1.243 |
| 3   | Italia   | 8  | 5 | 3 | 2 | 11 | 8  | 1.375 | 432 | 417 | 1.035 |
| 4   | Bulgaria | 7  | 5 | 2 | 3 | 8  | 9  | 0.888 | 370 | 378 | 0.978 |
| 5   | Colombia | 3  | 5 | 1 | 4 | 3  | 12 | 0.250 | 306 | 363 | 0.842 |
| 6   | Egitto   | 1  | 5 | 0 | 5 | 2  | 15 | 0.133 | 276 | 410 | 0.673 |

#### Girone B

##### Risultati
| 12 agosto 2015 Başkent Voleybol Salonu, Ankara Durata: 1h:52 - Spettatori: 100 | Cina            | 3 - 1 | Thailandia      | 25-27, 25-19, 25-21, 25-23 |
| 12 agosto 2015 Başkent Voleybol Salonu, Ankara Durata: 1h:42 - Spettatori: 200 | Rep. Dominicana | 3 - 1 | Perù            | 25-21, 25-17, 23-25, 25-17 |
| 12 agosto 2015 Ankara Spor Salonu, Ankara Durata: 1h:04 - Spettatori: 300      | Giappone        | 3 - 0 | Cuba            | 25-16, 25-10, 25-20        |
| 13 agosto 2015 Başkent Voleybol Salonu, Ankara Durata: 1h:45 - Spettatori: 200 | Perù            | 1 - 3 | Thailandia      | 25-21, 17-25, 22-25, 21-25 |
| 13 agosto 2015 Ankara Spor Salonu, Ankara Durata: 1h:02 - Spettatori: 300      | Rep. Dominicana | 3 - 0 | Cuba            | 25-19, 25-13, 25-9         |
| 13 agosto 2015 Ankara Spor Salonu, Ankara Durata: 2h:04 - Spettatori: 300      | Cina            | 3 - 1 | Giappone        | 23-25, 25-16, 25-22, 27-25 |
| 14 agosto 2015 Başkent Voleybol Salonu, Ankara Durata: 1h:18 - Spettatori: 200 | Giappone        | 3 - 0 | Thailandia      | 25-20, 25-23, 25-15        |
| 14 agosto 2015 Başkent Voleybol Salonu, Ankara Durata: 1h:02 - Spettatori: 300 | Perù            | 3 - 0 | Cuba            | 25-9, 25-10, 25-22         |
| 14 agosto 2015 Ankara Spor Salonu, Ankara Durata: 1h:15 - Spettatori: 150      | Cina            | 0 -3  | Rep. Dominicana | 19-25, 19-25, 18-25        |
| 15 agosto 2015 Başkent Voleybol Salonu, Ankara Durata: 1h:23 - Spettatori: 250 | Cuba            | 0 - 3 | Thailandia      | 17-25, 28-30, 22-25        |
| 15 agosto 2015 Başkent Voleybol Salonu, Ankara Durata: 1h:41 - Spettatori: 350 | Cina            | 3 - 1 | Perù            | 22-25, 25-20, 25-18, 25-16 |
| 15 agosto 2015 Ankara Spor Salonu, Ankara Durata: 1h:41 - Spettatori: 200      | Giappone        | 3 - 1 | Rep. Dominicana | 25-20, 25-18, 16-25, 25-19 |
| 17 agosto 2015 Başkent Voleybol Salonu, Ankara Durata: 1h:15 - Spettatori: 200 | Rep. Dominicana | 3 - 0 | Thailandia      | 25-22, 25-21, 25-13        |
| 17 agosto 2015 Başkent Voleybol Salonu, Ankara Durata: 1h:13 - Spettatori: 250 | Giappone        | 3 - 0 | Perù            | 25-18, 25-20, 25-15        |
| 17 agosto 2015 Ankara Spor Salonu, Ankara Durata: 0h:50 - Spettatori: 100      | Cina            | 3 - 0 | Cuba            | 25-6, 25-8, 25-8           |

##### Classifica
| Pos | Squadra         | Pt | G | V | P | SV | SP | Ratio | PF  | PS  | Ratio |
| --- | --------------- | -- | - | - | - | -- | -- | ----- | --- | --- | ----- |
| 1   | Rep. Dominicana | 12 | 5 | 4 | 1 | 13 | 4  | 3.250 | 405 | 324 | 1.250 |
| 2   | Giappone        | 12 | 5 | 4 | 1 | 13 | 4  | 3.250 | 404 | 339 | 1.191 |
| 3   | Cina            | 12 | 5 | 4 | 1 | 12 | 6  | 2.000 | 428 | 354 | 1.209 |
| 4   | Thailandia      | 6  | 5 | 2 | 3 | 7  | 10 | 0.700 | 380 | 402 | 0.945 |
| 5   | Perù            | 3  | 5 | 1 | 4 | 6  | 12 | 0.500 | 372 | 407 | 0.914 |
| 6   | Cuba            | 0  | 5 | 0 | 5 | 0  | 15 | 0.000 | 217 | 380 | 0.571 |

### Fase finale

#### Finali 1º e 3º posto
|  | Semifinali      | Semifinali      | Semifinali |         |         | Finale 1º/2º posto | Finale 1º/2º posto | Finale 1º/2º posto |  |
|  |                 |                 |            |         |         |                    |                    |                    |  |
|  | Turchia         | Turchia         | 3          |         |         |                    |                    |                    |  |
|  | Turchia         | Turchia         | 3          |         |         |                    |                    |                    |  |
|  | Giappone        | Giappone        | 1          |         |         |                    |                    |                    |  |
|  | Giappone        | Giappone        | 1          |         | Turchia | Turchia            | 1                  |                    |  |
|  |                 |                 |            |         | Turchia | Turchia            | 1                  |                    |  |
|  |                 |                 | Brasile    | Brasile | 3       |                    |                    |                    |  |
|  | Rep. Dominicana | Rep. Dominicana | Brasile    | Brasile | 3       | 2                  |                    |                    |  |
|  | Rep. Dominicana | Rep. Dominicana |            |         |         | 2                  |                    |                    |  |
|  | Brasile         | Brasile         | 3          |         |         | Finale 3º/4º posto | Finale 3º/4º posto | Finale 3º/4º posto |  |
|  | Brasile         | Brasile         | 3          |         |         |                    |                    |                    |  |
|  |                 |                 |            |         |         |                    |                    |                    |  |
|  |                 |                 |            |         |         | Giappone           | Giappone           | 2                  |  |
|  |                 |                 |            |         |         | Giappone           | Giappone           | 2                  |  |
|  |                 |                 |            |         |         | Rep. Dominicana    | Rep. Dominicana    | 3                  |  |

##### Semifinali
| 18 agosto 2015 Başkent Voleybol Salonu, Ankara Durata: 2h:06 - Spettatori: 1 350 | Rep. Dominicana | 2 - 3 | Brasile  | 25-19, 21-25, 25-15, 22-25, 9-15 |
| 18 agosto 2015 Başkent Voleybol Salonu, Ankara Durata: 1h:50 - Spettatori: 5 000 | Turchia         | 3 - 1 | Giappone | 25-20, 25-12, 24-26, 25-22       |

##### Finale 3º posto
| 19 agosto 2015 Başkent Voleybol Salonu, Ankara Durata: 1h:57 - Spettatori: 3 500 | Giappone | 2 - 3 | Rep. Dominicana | 25-21, 25-17, 21-25, 16-25, 11-15 |

##### Finale
| 19 agosto 2015 Başkent Voleybol Salonu, Ankara Durata: 2h:05 - Spettatori: 7 600 | Turchia | 1 - 3 | Brasile | 21-25, 25-21, 19-25, 22-25 |

#### Finali 5º e 7º posto
|  | Semifinali | Semifinali | Semifinali |      |        | Finale 5º/6º posto | Finale 5º/6º posto | Finale 5º/6º posto |  |
|  |            |            |            |      |        |                    |                    |                    |  |
|  | Italia     | Italia     | 3          |      |        |                    |                    |                    |  |
|  | Italia     | Italia     | 3          |      |        |                    |                    |                    |  |
|  | Thailandia | Thailandia | 0          |      |        |                    |                    |                    |  |
|  | Thailandia | Thailandia | 0          |      | Italia | Italia             | 0                  |                    |  |
|  |            |            |            |      | Italia | Italia             | 0                  |                    |  |
|  |            |            | Cina       | Cina | 3      |                    |                    |                    |  |
|  | Cina       | Cina       | Cina       | Cina | 3      | 3                  |                    |                    |  |
|  | Cina       | Cina       |            |      |        | 3                  |                    |                    |  |
|  | Bulgaria   | Bulgaria   | 1          |      |        | Finale 7º/8º posto | Finale 7º/8º posto | Finale 7º/8º posto |  |
|  | Bulgaria   | Bulgaria   | 1          |      |        |                    |                    |                    |  |
|  |            |            |            |      |        |                    |                    |                    |  |
|  |            |            |            |      |        | Thailandia         | Thailandia         | 2                  |  |
|  |            |            |            |      |        | Thailandia         | Thailandia         | 2                  |  |
|  |            |            |            |      |        | Bulgaria           | Bulgaria           | 3                  |  |

##### Semifinali
| 18 agosto 2015 Başkent Voleybol Salonu, Ankara Durata: 1h:23 - Spettatori: 200 | Italia | 3 - 0 | Thailandia | 25-23, 27-25, 28-26        |
| 18 agosto 2015 Başkent Voleybol Salonu, Ankara Durata: 1h:44 - Spettatori: 200 | Cina   | 3 - 1 | Bulgaria   | 22-25, 25-21, 25-20, 25-19 |

##### Finale 7º posto
| 19 agosto 2015 Başkent Voleybol Salonu, Ankara Durata: 1h:48 - Spettatori: 100 | Thailandia | 2 - 3 | Bulgaria | 21-25, 25-21, 25-17, 12-25, 8-15 |

##### Finale 5º posto
| 19 agosto 2015 Başkent Voleybol Salonu, Ankara Durata: 1h:18 - Spettatori: 200 | Italia | 0 - 3 | Cina | 21-25, 20-25, 25-27 |

## Podio

### Campione
Formazione: 1 Milka da Silva, 3 Naiane Rios, 5 Juma da Silva, 6 Saraelen Lima, 8 Ana Paula Borgo, 9 Rosamaria Montibeller, 11 Valquíria Dullius, 12 Gabriella de Souza, 14 Juliana Fillipelli, 15 Drussyla Costa, 17 Kasiely Clemente, 19 Lorenne Geraldo, CT: Wagner Fernandes

### Secondo posto
Formazione: 1 Gizem Örge, 4 Ceylan Arısan, 5 Kübra Akman, 6 Dilara Bağcı, 7 Hande Baladın, 10 Ezgi Dağdelenler, 11 Melis Durul, 15 Özge Yurtdagülen, 16 Meliha İsmailoğlu, 17 Şeyma Ercan, 19 Ezgi Dilik, 20 Çağla Akın, CT: Ferhat Akbaş

### Terzo posto
Formazione: 1 Jineiry Martínez, 2 Winifer Fernández, 3 Gaila González, 7 Maria García, 8 Michelle Polanco, 9 Angélica Hinojosa, 10 Pamela Soriano, 12 Ayleen Rivero, 15 Celenia Toribio, 16 Yonkaira Peña, 17 Larysmer Martínez, 20 Brayelin Martínez, CT: Wagner Pacheco

## Classifica finale
| Pos     | Squadra         |
| ------- | --------------- |
| Oro     | Brasile         |
| Argento | Turchia         |
| Bronzo  | Rep. Dominicana |
| 4       | Giappone        |
| 5       | Cina            |
| 6       | Italia          |
| 7       | Bulgaria        |
| 8       | Thailandia      |
| 9       | Colombia        |
| 9       | Perù            |
| 11      | Cuba            |
| 11      | Egitto          |

## Premi individuali
| Premio                 | Nome                  | Squadra         |
| ---------------------- | --------------------- | --------------- |
| MVP                    | Juma da Silva         | Brasile         |
| Miglior palleggiatrice | Juma da Silva         | Brasile         |
| Miglior opposto        | Rosamaria Montibeller | Brasile         |
| Miglior schiacciatrice | Brayelin Martínez     | Rep. Dominicana |
| Miglior schiacciatrice | Arisa Inoue           | Giappone        |
| Miglior centrale       | Kübra Akman           | Turchia         |
| Miglior centrale       | Sara Bonifacio        | Italia          |
| Miglior libero         | Gizem Örge            | Turchia         |